# 仏蘭戦争
仏蘭戦争（ふつらんせんそう、仏: Guerre de Hollande, 蘭: Hollandse Oorlog, 独: Holländischer Krieg, 英: Franco-Dutch War, 1672年 - 1678年）は、17世紀に発生したフランス王国とオランダ（ネーデルラント連邦共和国）・ハプスブルク帝国・スペインとの戦争である。初めはフランス・イングランドとオランダの戦いだったが、途中からイングランドが中立、神聖ローマ帝国諸侯とスペインがオランダと同盟を結び参戦、フランスもスウェーデンを戦争に引き入れ規模が拡大していった。

## 戦闘前
ネーデルラント継承戦争でフランス王ルイ14世はスペイン領ネーデルラントに侵攻したが、オランダがイングランド・スウェーデンと三国同盟を締結、フランスに圧力をかけたため領有に失敗した。ルイ14世はこの時のオランダの行為を不快視し、オランダ侵攻の意志を露わにした。そのために三国同盟の切り崩しを図り、イングランドに接近した。
1670年にイングランド王チャールズ2世とルイ14世との間でドーヴァーの密約が成立、同年にロレーヌ公国を占拠してシャルル4世を追放、1671年までに神聖ローマ帝国諸侯のほとんどと同盟・中立関係を結び、スウェーデンとも1672年に仏瑞同盟を締結してオランダを包囲した。そして同年3月にイングランドがオランダに宣戦布告して第三次英蘭戦争を始めるとフランスも4月に宣戦布告、係争中のオランダに侵攻した。

## 戦闘の経過

### オランダの危機
ルイ14世とテュレンヌ子爵の軍勢は5月にスペイン領ネーデルラントの都市シャルルロワに集結、コンデ公ルイ2世も南のスダンで待機、同盟者のミュンスター司教・ケルン選帝侯とリュクサンブール公の軍勢もオランダの東で侵攻を伺っていた。ルイ14世・テュレンヌの軍とコンデ公は東に進んでリエージュ司教領を通りマーストリヒト近郊で合流、マーストリヒトに一部の軍を残して包囲させた後で北上、ライン川左岸の都市を落としてオランダに接近した。
オランダはフランス軍に備え、アイセル川左岸でヘルダーラント州とオーファーアイセル州の境目はオラニエ＝ナッサウ家の統領ウィレムが守備に就いた。しかし6月、コンデ公率いるフランス軍はライン川に沿って進み、アイセル川の南で国境沿いにあるネーデルライン川とワール川の分岐点（ライン川から分かれる。すぐ北にネーデルライン川とアイセル川の分岐点）を狙い、ライン川を渡河して守備隊を撃破、オランダに侵攻した。南から回りこまれたことを知ったウィレムはアイセル川から退去、コンデ公はライン川で負傷したためテュレンヌが指揮を執りヘルダーラント州を占領した。リュクサンブール公らもオーファーアイセル州に侵入、オランダは占領の危機に陥った。
6月下旬にユトレヒト州もフランス軍の手に落ち、オランダ政府は堤防を決壊してホラント州を洪水線で覆い防御を固めた。しかし、民衆は無為無策の共和政府への怒りからウィレムをオランダ総督にすべく動き出し、7月にウィレムは民衆の支持でオランダ総督ウィレム3世として選出された。一方で共和政府への非難は止まず、指導者コルネリス・デ・ウィット、ヨハン・デ・ウィット兄弟が民衆に虐殺され、代わってウィレム3世がオランダの指導者となった。
この間、6月に共和政府がフランス軍に降伏の使者を送ったが、大幅な領土削減とフランスへの従属を強いる条件に民衆が怒り交渉は決裂した。7月にチャールズ2世が腹心のバッキンガム公ジョージ・ヴィリアーズ、アーリントン伯ヘンリー・ベネット、ハリファックス子爵ジョージ・サヴィルをウィレム3世の下へ派遣し英仏との早期講和を呼びかけたが、やはりオランダの領土割譲と従属が条件に盛り込まれていたため、この交渉も失敗に終わった。

### 戦線の拡大
ウィレム3世は反撃に打って出てオーストリアの神聖ローマ皇帝レオポルト1世、ブランデンブルク選帝侯フリードリヒ・ヴィルヘルムなど他のドイツ諸侯やスペインと同盟を結び、フランス包囲網を形成する。自らも積極的に出撃してユトレヒト州のフランス軍と交戦、オランダから南下してシャルルロワを襲撃したりした。いずれも成果を挙げられなかったが、後方が不安になったフランスはテュレンヌをドイツへ、傷が治ったコンデ公をロレーヌへ回したためオランダは多少立ち直った。しかし、ユトレヒト州にはリュクサンブールが残され、危機的状況に変わりは無かった。
1673年、フランス軍はヴォーバンの指揮の下でマーストリヒトを落とし、イングランドもフランスから派遣された将軍フレデリック・ションベール指揮下の軍勢をオランダに侵攻させるつもりで待機させていた。しかしイングランドは1672年のソールベイの海戦でオランダの海軍提督ミヒール・デ・ロイテルに敗れ、1673年に入ってもテセル島の海戦で敗北してオランダに侵攻出来ず失敗続きだった。イングランド本国でもチャールズ2世が反フランスの議会に参戦を非難され戦争継続は不可能になり、オランダ侵攻軍は解散してションベールは大陸へ戻り、オランダの負担は少なくなった。イングランド艦隊への対応のためマース川河口へ移動したウィレム3世は侵攻の機会が無くなったと見るや北上、リュクサンブールの軍勢を無視してユトレヒト州北方のナールデンを占拠してユトレヒト州を威圧した。
ドイツではテュレンヌが奮戦、1月にフリードリヒ・ヴィルヘルムを戦争から離脱させたが、5月にレオポルト1世が参戦、配下のライモンド・モンテクッコリ率いる軍隊をドイツへ向かわせた。ウィレム3世も呼応して8月に帝国とスペインの同盟に署名、9月にオランダからドイツへ進みテュレンヌの追撃を振り切ったモンテクッコリと合流、11月にケルン選帝侯領の首都ボンを陥落させてライン川の帝国諸侯をオランダ側に引き寄せた。オランダのフランス軍もこの事態により撤退、12月にオランダへ戻ったウィレム3世は大歓迎を受け状況は好転した。
1674年になると、2月にイングランドとオランダが和睦してイングランドが離脱、5月にミュンスター司教、ケルン選帝侯とも和睦、帝国諸侯も参戦を表明、7月にフリードリヒ・ヴィルヘルムも復帰して援軍を派遣した。フランス軍もオランダから撤退したためウィレム3世の名声は上がった。それでもフランス軍は3月から6月にかけてフランシュ＝コンテを制圧、8月にコンデ公は同盟軍を率いたウィレム3世にスネッフの戦いで大勝利を飾った。以後、戦場はネーデルラント・ドイツへと移ることになる。

### ドイツ・ネーデルラント戦役
ドイツのテュレンヌはプファルツ選帝侯領を荒らし回り6月のジンスハイムの戦いで帝国軍に勝利、再度プファルツ選帝侯領を略奪して回った。9月にストラスブールが帝国軍をストラスブールに迎え入れると帝国軍はライン川を渡りアルザスに侵攻、急遽南下したテュレンヌと交戦（エンツハイムの戦い）、帝国軍は敗北しながらもアルザスに留まりテュレンヌも追撃出来なかった。しかし12月に入るとテュレンヌはサヴェルヌから西に移動、ロレーヌを通りヴォージュ山脈を越えると1675年1月にトゥルクハイムの帝国軍に奇襲を敢行、トゥルクハイムの戦いで勝利して帝国軍をアルザスから撤退させた。
コンデ公とテュレンヌの活躍があったが、戦争は全体的にオランダ有利に展開しフランスは敗退の危機に陥り、1675年にルイ14世は多額の戦争資金を募り、スウェーデンの参戦を促した。しかしスウェーデンのドイツ侵攻はドイツ諸侯の反感を買い、その最前線にあったフリードリヒ・ヴィルヘルムはオランダと同盟を結ぶ。そして北ドイツで行われたスウェーデン・ブランデンブルク戦争はフリードリヒ・ヴィルヘルムによる勝利で終わりを告げた。ただし、スウェーデンの神聖ローマ帝国におけるレーエンは帝国解体に至るまで保持された。
フランスはオランダ軍と帝国軍の分断を図りネーデルラントを流れるマース川流域の平定を狙った。コンデ公と息子のアンギャン公アンリ1世がこの役割を託され、フランスの将軍フランソワ・ド・クレキが率いる別働隊が5月に上流のディナンを奪い、アンギャン公が6月にリンブルフを落としたためマーストリヒトからディナンまでの流域はフランス軍に占領された。テュレンヌもモンテクッコリ率いる帝国軍のライン川渡河を妨害、7月になると逆にライン川を渡りストラスブールから東のザスバッハで帝国軍と対峙した。
ところが、対陣中にテュレンヌが大砲の砲撃に直撃して戦死してしまった。フランスにとって重大な損失であり、撤退したフランス軍の後を追ってアルザスに入った帝国軍防衛のためコンデ公父子をネーデルラントからアルザスへ送ったが防衛に手一杯であり、北のモーゼル川流域に派遣されたクレキがロレーヌ公シャルル4世に敗北、トリーアも占領された。ドイツ戦線はそれ以上進展しなかったが、コンデ公、モンテクッコリはこの年を最後に引退している。
フランスはオランダ、ドイツ諸侯とその後も戦闘を継続したが、カッセルの戦い・サン＝ドニの戦いの勝利、フランシュ＝コンテなどいくつかの領有の成功を除き戦局は好転せず、リュクサンブールによるネーデルラントの諸都市奪取、コンデ公に代わってライン川方面担当となったクレキがロレーヌ公シャルル5世からアルザスを防衛した他に進展は無かった。さらに1677年、イングランド王チャールズ2世の弟ヨーク公ジェームズ（後のジェームズ2世）の娘メアリー（後のメアリー2世）とウィレム3世の結婚により、フランスのオランダ侵攻失敗は決定的となった。フランス国内でも戦争続きで赤字・増税となり、憤激した国民が暴動を起こしたりしたためフランスも講和に踏み切った。

## 終結
1678年から1679年にかけて、オランダのナイメーヘンで交戦国はナイメーヘンの和約を結び講和した。ルイ14世はオランダの併合を断念する代わりにフランドルの都市コンデ・ヴァランシエンヌ・ブシャン・カンブレー・エール・サントメール・イーペルやフランシュ＝コンテなどを得た。オランダは総督ウィレム3世の元でオランダ領全土の奪回に成功し、以後イングランドとの関係を重視していく。1688年の名誉革命でウィレム3世がイングランド王ウィリアム3世に即位したこともフランスへの対策からであった。
ルイ14世はスウェーデンとブランデンブルク選帝侯間においては、何とかフランスの威光を示すことには成功している。1679年にサン＝ジェルマンにおいてブランデンブルク選帝侯より、占領地ポンメルンをスウェーデンに返還させた。またフォンテーヌブローにおいてスコーネ戦争の講和条約の調停も行うなどフランスの威信を保った。しかし対スウェーデン戦の勝利によってブランデンブルク選帝侯フリードリヒ・ヴィルヘルムは「大選帝侯」と称されることとなった。
戦後もルイ14世は領土拡大を図り、1679年から1683年にかけて東部国境地帯の領土の過去を調査、フランス領とみなした土地を軍事占領・併合する方法に切り替えた。これはネーデルラントにおける主張と一緒で、当事者同士の話し合いもなしに一方的にフランスの権利を主張する強引なやり方だったが、1683年までにルクセンブルク、ストラスブールを併合、ナイメーヘンの和約による領土拡大やヴェルサイユ宮殿の移転と並んでルイ14世の治世は絶頂期に達した。しかし、こうしたやり方は諸国の警戒心を煽り、大同盟戦争の勃発に繋がった。